# Stazione di Saarlouis Centrale
La stazione di Saarlouis Centrale (in tedesco Saarlouis Hbf) è la principale stazione ferroviaria della città tedesca di Saarlouis.